# Millie Gibson
Millie Gibson, née le 19 juin 2004, est une actrice britannique. 
Elle commence sa carrière avec des petits rôles à la télévision, notamment dans le soap opera Coronation Street, ce qui lui vaut le trophée de la meilleure jeune interprète aux British Soap Awards de 2022.
À l'automne 2022, elle est choisie pour incarner Ruby Sunday, la nouvelle compagne du 15e Docteur, interprété par Ncuti Gatwa dans la série Doctor Who. Elle apparaît pour la première fois à l'écran dans l'épisode spécial Noël L'église de Ruby Road.

## Carrière
Le 18 novembre 2022, la BBC annonce durant le Children in Need que Millie Gibson rejoindra la nouvelle saison de Doctor Who où elle incarnera la nouvelle compagne du 15e Docteur. En décembre 2023, Gibson apparaît pour la première fois sous les traits de Ruby Sunday dans l'épisode spécial Noël L'église de Ruby Road, avant de reprendre le rôle dans la saison 1 à partir de mai 2024. 
Un temps pressentie pour ne rester qu'une seule saison, il est d'abord annoncé en avril 2024 que Gibson reviendra en 2025 pour une deuxième saison aux cotés d'une nouvelle compagne, incarnée par Varada Sethu. Finalement, elle quitte la série à l'issue de la première saison, Varada Sethu devenant la seule compagne du Docteur, jouant le rôle de "Belinda", après avoir été "Mundy Flynn" dans le premier épisode de cette même saison

## Filmographie
- 2017-2018 : Jamie Johnson : Indira Cave (16 épisodes)
- 2017 : Love, Lies and Records : Mia (saison 1, épisode 3)
- 2018 : Butterfly : Lily Duffy (3 épisodes)
- 2019-2022 : Coronation Street : Kelly Neelan (172 épisodes)
- 2023-2025 : Doctor Who : Ruby Sunday (13 épisodes)
- 2024 : Tales of the TARDIS : Ruby Sunday (saison 1, épisode 7)
- Prochainement : The Forsyte Saga